# (1014) Semphyra
(1014) Semphyra ist ein Asteroid des Hauptgürtels, der am 31. Januar 1924 vom deutschen Astronomen Karl Wilhelm Reinmuth entdeckt wurde, der am Observatorium auf dem Königstuhl bei Heidelberg tätig war.
Der Asteroid wurde nach einer Figur aus einem Gedicht von Alexander Sergejewitsch Puschkin benannt.